# Петриков
Пе́триков (бел. Петрыкаў) — город в Гомельской области Республики Беларусь. Административный центр Петриковского района.
Численность населения — 10 278 человека (на 1 января 2025 года).
В 2023 году Петриков отметил 500-летие.

## География
Город Петриков и Петриковский район расположены в западной части Гомельской области в границах Припятского Полесья на высоте 136 м над уровнем моря. Петриковский район граничит с Житковичским, Лельчицким, Октябрьским, Калинковичским, Мозырским районами Гомельской области, Любанским районом Минской области. Город располагается в 190 км от областного центра города Гомеля, в 290 км — от столицы Республики Беларусь Минска и в 12 км — от железнодорожной станции Муляровка, расположенной на линии Брест — Гомель (Калинковичи—Лунинец).

### Гидрография
В Петрикове и Петриковском районе протекает река Припять с притоками Бобрик, Птичь, Тремля, Уборть. Имеется озеро Дикое площадью 69 га.

## Геральдика
Герб и флаг одобрены решениями Петриковского районного исполнительного комитета от 25 июля 2000 года № 424 и районного Совета депутатов от 27 сентября 2000 года № 9. Зарегистрированы в Гербовом матрикуле Республики Беларусь 20 февраля 2001 года № 49.

## История

### Основание
Изначально город был расположен на землях дреговичей.
По преданию, Петриков был основан в X веке. Согласно издавна бытующей легенде, населённый пункт получил название в честь его легендарного основателя — ятвяжского князя, который получил при крещении имя Пётр.
Исторический топоним — Петриковичи.

### Туровское княжество
В IX веке Туровское княжество существовало как обособленное владение местных князей-ляхов и до конца X века развивалось как самостоятельное.
При Великом князе Олеге Вещем (княжил в 882—912 годы) было присоединено к владениям киевских князей.

### Полоцкое княжество
Во времена Рогволода (ок. 920 — 978) Туровская волость принадлежала Полоцку.

### Туровская волость Киевской Руси (с 988 г.)
Согласно второй версии, в 988 году Владимир Киевский, победив Рогволода, приобщил Туров с его землями к Киеву как отдельную Туровскую волость великокняжеского владения (Киевской Руси) и отдал княжение своему сыну Святополку Владимировичу Окаянному, который княжил до 1015 года.
1) Во время княжения в Турове сына Великого князя Киевского Святополка Владимировича Окаянного (988—1015 годы), с участием его жены гречанки Варвары, в Турове христианская вера значительно расширилась, строились деревянные церкви, был основан, согласно преданию, женский монастырь, который находился на месте, где впоследствии возникло поселение Черницы. Есть косвенные упоминания о мужском монастыре в Сторожовцах.
2) После княжения Святополка, который вёл борьбу за самостоятельность княжества и, попав под западное влияние жены-католички — дочери польского короля Болеслава, не проводил южновизантийское влияние в Турове, Туровское княжество было включено Ярославом Мудрым в состав Киевской Руси.
В 1019—1054 годах существовала Туровская волость.

### Туровское княжество-волость (с 1054 до 1158 г.)
С 1054 по 1119 годы Туровским княжеством владели князь Изяслав (сын Ярослава Мудрого) и его сыновья.
С конца XI — XII веков город под патронажем русского феодального Киевского княжества.
С 1113 года княжество перешло к наследникам В. Мономаха, в том числе его сыну Вячеславу. После смерти Владимира Мономаха (1125) с 1132 года им недолго владели минские князья.
Особенностью общественно-политического строя Туровского княжества было наличие в городе и князя, и посадника, что было ещё характерно только для Новгорода Великого.
В XII веке Туровская земля вместе с Киевом переходила то к суздальским, то к волынским князьям.

### Суверенное Туровское княжество (с 1158 г.)
В результате тяжёлой феодальной борьбы Туровское княжество постепенно становится политически независимым от Киева.
В 1157 году при туровском князе Юрии Ярославиче княжество вышло из подчинения Киеву. Подписание мирного договора с Киевом в 1162 году, после очередной попытки последнего подчинить себе опальное княжество, утвердило независимость Туровского княжества официально. Княжество было возвращено династии князя Изяслава, и в нём создалась своя династия.
При сыновьях Юрия Ярославича княжество распалось на мелкие феодальные удельные княжества и теряет своё значение. Князья уделов, образовавшихся в результате распадения Туровского княжества (Туровское, Пинское, Слуцкое, Клецкое, Дубровицкое), попадают в зависимость от галицко-волынских и князей «из ляхов».
В 1240 году земли бывшего Туровского княжества были опустошены татаро-монголами. В середине и второй половине XIII в. монголо-татары ещё не раз осуществляли набеги на белорусские и литовские земли, но завоевать и подчинить их им не удалось.
С конца XI по 1440 год — также в составе Туровской епископии.

### Великое княжество Литовское
В конце XII — начале XIV веков Туровское княжество было передано под юридику Великого княжества Литовского, к концу XIV в. местность передана великим князем ВКЛ во владения слуцкого князя Олельковича.
В 1502 и в 1521 годах подвергался нападениям крымских татар, в связи с чем Петриков был частым местом сбора войск Великого княжества Литовского для противостояния.
По письменным источникам известен с 1523 г. как местечко в Слуцком княжестве Великого княжества Литовского, собственность Олельковичей, с 1565—1566 годов — в составе Слуцкого княжества Новогрудского повета Великого княжества Литовского.
В первой половине XVI века, согласно некоторым документам, князь Юрий Олелькович построил в Петрикове на высоком берегу Припяти деревянный замок, вокруг которого и образовалось местечко. Замок был разрушен в 1534—1537 годах московскими войсками князя Овчины-Телепнева во время Русско-литовской (Стародубской) войны Великого княжества Литовского с Великим княжеством Московским.
Некоторое время в XVI веке местечко принадлежало польской королеве Боне.
В 1595—1596 годах Петриков дважды был захвачен отрядами Северина Наливайки во время бунта казачества и крестьянства против законной власти Речи Посполитой.
В ноябре 1600 года Петриков с сёлами и фольварками получил по доверительной записи от Януша Радзивилла Иероним Юрьевич Ходкевич, кастелян виленский. Вплоть до 1917 года Петриков принадлежал Ходкевичам, «графам на Мыше, Шклове, Ляховичах, Глуске, Чернобыле и Петрикове».
В 1617 году, после смерти Иеронима, право на владение Петриковом перешло его сыну Криштофу, хорунжему великому ВКЛ, старосте мозырскому.
В 1626 году он получил титул графа, вследствие чего и земли, принадлежавшие ему и его потомкам, стали называться графствами.
Ходкевичи изначально исповедовали православие, но во второй половине XVI века, так же, как Радзивиллы и Тышкевичи, перешли в кальвинизм. Однако в XVII веке протестанты были существенно ограничены в правах, и Ходкевичи, как и большинство других феодалов, вынужденно перешли в католичество.
В 1638 году упомянутый виленский кастелян Крыштоф граф Ходкевич основал в местечке Петрикове Новогрудского повета ВКЛ деревянный католический Благовещенский костёл (Непорочного зачатия Пресвятой Девы Марии (1638 или 1680?) и униатскую церковь (при ней в 1630 году была открыта школа).
На месте бывшего замка Олельковичей в начале XVII века был возведён новый бастионный, со всех сторон окружённый рвом, но и его не стало в 1648—1649 годы, когда местечко сожгли банды казаков Богдана Хмельницкого. Во время антифеодального восстания 1648—1649 годов Петриков стал базой повстанцев, из которой отправляли боеприпасы в соседние белорусские города, в том числе и Мозырь.
Во время войны между Россией и Речью Посполитой город был обложен в ноябре 1654 года войсками казацкого полковника И. Золотаренко, которое «ломало Петраков». Петриков значился в списке городов, который после обороны «добил челом русскому царю».
Однако в 1655 году тут стоял гарнизон Речи Посполитой из местной шляхты и мещан. 5 июля 1655 года к Петрикову подступили войска киевского полковника П. Яненко, против которого вышел на бой местный гарнизон. В ходе битвы казаки победили и заставили противников отступить до Слуцка, однако сами не смогли закрепиться в городе и через неделю отошли в Киев.
В 60-х годах XVII века район Петрикова был охвачен казацким восстанием, которое получило поддержку от русских войск. В 1664 году город находился в руках 800 казаков полковника Дацко Василевича. Летом того же года они покинули Петриков.
С 1693 года по начало XVIII века город принадлежал Пацам, однако Ходкевичам удалось вернуть свои земли.
С 1781 года Петриковским графством они владели постоянно, а к 1793 году Александр Ходкевич являлся наиболее крупным землевладельцем Мозырского повета. Древнее укрепление, бастионный замок с окрестностями был преобразован в уникальный дворцово-парковый ансамбль, который включал в себя сам дворец, хозяйственные постройки и сад. Никаких более точных сведений о замке-дворце в исследованиях историков не приводится.
16 октября 1776 года Ходкевичи получили от короля Польского и Великого князя Литовского Станислава Августа Понятовского привилей на проведение в Петрикове больших месячных ярмарок два раза в год: 20 июля на праздник Святого Ильи по католическому календарю и 1 октября на праздник Покрова по православному календарю.
После смерти в 1781 году Яна Николая Ходкевича Петриковское графство с замком перешло в пользование его жены графини Людовики Ходкевич. А вотчинные права остались за их детьми.

### Российская империя (1793—1917 гг.)
После 2-го раздела Речи Посполитой в 1793 году — местечко, центр волости Мозырского уезда Минской губернии Российской империи.
В Петриковском графстве с 1793 по 1917 г. было 6 волостей. Православные магнаты и польская шляхта здесь сохранила частично свои права и привилегии, присягнув на верность России.
К 1812 году в Петрикове имелась почтовая станция на почтовой дороге Мозырь — Давид-Городок.
В 1839 году православный приход святителя Николая (Минская епархия, Мозырский уезд — 2-е благочиние).
В XIX веке местечко отличалось многонациональным составом. Большую часть населения составляли евреи, татары, поляки и русские, белорусы-полешуки. Жили здесь и русские старообрядцы, беженцы от преследования после церковной реформы 1667 года в России. В Петрикове были и татары, поселённые Ходкевичами в XVII веке. Небольшую долю населения составляли поляки.
В 1897 году в местечке насчитывались около 500 дворов, 5,5 тысячи жителей, 2 начальные школы, больница, 2 церкви, костёл. Работала пристань, фактория, кирпичная фабрика, лесопилка, смолокурня, гонтарэзка, бойня, пивоварня, много водяных мельниц.
В 1897 году — центр Петриковского православного прихода Святителя Николая, 2-го благочиния, Мозырский уезд, Минская епархия.
Католическая парафия в Петрикове существовала до Первой мировой войны. Деревянный костёл Непорочного зачатия Пресвятой Девы Марии, построенный ещё Ходкевичами в XVII веке, был закрыт царскими властями во второй половине XIX века (1833?), и не действовал до 1902 года, однако верующие молились в каплице на кладбище. В дальнейшем деревянный костёл и каплица были уничтожены во время Первой мировой войны.
Февраль — декабрь 1916 года — территория оккупирована войсками кайзеровской Германии. Территория Мозырского уезда становится тылом 3-й русской армии, державшей оборону против немецких войск под Барановичами и Пинском.

### Советский период
С декабря 1917 года в Петрикове установлена советская власть, его судьба связана с историей Белорусской ССР в составе Союза Советских Социалистических Республик.
Март — декабрь 1918 года — оккупация немецкими войсками.
Апрель — июнь 1920 года — оккупация войсками белополяков. 4 апреля 1920 года они начали генеральное наступление на Полесье, чтобы окончательно захватить Мозырь и Калинковичи, и на следующий день захватили оба города. Линия фронта тогда проходила примерно по нынешней границе Калинковичского и Петриковского районов. Польское командование перебросило сюда лучшую, полностью укомплектованную 9-ю Полесскую дивизию в составе 4-х пехотных полков, элитного кавалерийского полка «Татарская езда» и 9-го артиллерийского полка. Более половины легионеров составляли профессионалы-наёмники из бывших солдат кайзеровской Германии, польских эмигрантов из США, Канады и Австралии. Эта грозная сила, насчитывавшая 7 тысяч штыков, 1400 сабель, 200 пулемётов и 20 орудий, троекратно (а по коннице — абсолютно) превосходила измотанные многомесячными боями и сильно поредевшие полки советской 139-й стрелковой бригады.
До 1921 года — в составе Мозырского уезда Минской губернии.
С 17 июля 1924 года — местечко, центр Петриковского района Мозырского округа Белорусской ССР по июль 1930 года и с июня 1935 года по февраль 1938 года
3 июля 1925 года Петрикову был придан статус города. Действовала артель по строительству барж.
С 15 января 1938 года Петриковский район вошёл в состав Полесской области.

### Великая Отечественная война
К началу Великой Отечественной войны насчитывалось 5,8 тысячи жителей. Период оккупации продолжался 2 года и 11 месяцев (29.7.1941—29.6.1944).
Во время оккупации здесь сражалось патриотическое подполье. В городе действовал подпольный райком КПБ, были созданы 125-я Копаткевичская и 130-я Петриковская партизанские бригады. Гитлеровцы уничтожили в районе 1,2 тысячи граждан, в основном евреев. В самом Петрикове евреев согнали в гетто и практически всех убили.
Город был освобождён 30 июня 1944 года войсками 1-го Белорусского фронта, воинами 55 Мозырской Краснознаменной стрелковой дивизии 61-й армии 1-го Белорусского фронта и моряками 20-й бригады речных кораблей ордена Ушакова Днепровской военной флотилии. В боях за освобождение города погибло более 3 тысяч бойцов, партизан, командиров. Их имена увековечены в мемориальных досках, названиях улиц, памятниках и обелисках, книге «Память». В городском парке установлен мемориал в честь воинов-освободителей города Петрикова. Пятерым уроженцам Петриковского района присвоено звание Героя Советского Союза. Это Малышев Ф. А., Степук С. Е., Самбук И. Е., Липунов А. Я., Данилицкий А. П., двое — Король Г. Я. и Мотуз В. И. — стали полными кавалерами ордена Славы. Отважным морякам Днепровской флотилии — старшине В. Г. Канарееву и мичману В. П. Чильникину — присвоены звания почетных граждан Петрикова. На петриковской земле погиб в бою младший лейтенант Герой Советского Союза Николай Поликарпович Чалый.

### Послевоенный период
После войны Петриков быстро восстанавливался.
8 января 1954 года Полесская область упразднена, город вместе с Петриковским районом вошёл в состав Гомельской области.
В 1959 году в нём проживало уже 7,2 тысячи человек.
С 1962 года — район в современных границах.
Главная улица современного города застроена 2—3-этажными жилыми домами. В центре возводятся 5-этажные строения. Созданы и новые жилые массивы.

### В составе Республики Беларусь
20 октября 1995 года административные единицы Петриковский район и город Петриков, имеющие общий административный центр, объединены в одну административную единицу — Петриковский район.

## Демография
Численность населения — 10 278 человек (на 1 января 2025 года). Численность населения — 10 303 человека (на 1 января 2023 года).
| Численность населения:                                                                          |
| Графики недоступны из-за технических проблем. См. информацию на Фабрикаторе и на mediawiki.org. |

| Год            | 1897 | 1939  | 1959  | 1970  | 1979   | 1989   | 2006   | 2018   | 2022   | 2023    | 2024 | 2025    |
| -------------- | ---- | ----- | ----- | ----- | ------ | ------ | ------ | ------ | ------ | ------- | ---- | ------- |
| Население чел. | 5500 | ▲5782 | ▲7168 | ▲8502 | ▲10087 | ▲11975 | ▼10922 | ▼10100 | ▲10127 | ▲10 303 |      | ▼10 278 |

По данным переписи 1939 года, в Петрикове проживало 4257 белорусов, 1074 еврея, 255 русских, 99 украинцев, 57 поляков (всего — 5782 человека).
В 2017 году в Петрикове родилось 110 и умер 151 человек. Коэффициент рождаемости — 10,9 на 1000 человек (средний показатель по району — 11,6, по Гомельской области — 11,3, по Республике Беларусь — 10,8), коэффициент смертности — 15 на 1000 человек (средний показатель по району — 23, по Гомельской области — 13, по Республике Беларусь — 12,6). Уровень смертности в Петрикове один из самых высоких в Гомельской области.

## Экономика

### Промышленность
По состоянию на 2020 год, в Петрикове имеются:
- Судоремонтный завод;
- Заводы керамзитового гравия;
- Хлебозавод;
- Рудник по добыче калийной руды;
- Государственное лесохозяйственное учреждение «Петриковский лесхоз».

### Транспорт
В центре города находится автостанция, через город проходят автомобильные пути сообщения в направлении городов Гомель, Брест, Мозырь. Действует паромная переправа, есть пристань (недействующая), в 12 км расположена железнодорожная станция Муляровка.

## Спорт
В юго-восточной части города расположена гребная база, которая вырастила мировых чемпионов, таких как Марина Литвинчук, и десятки других мировых мастеров и кандидатов. Гребная база имеет двух мировых тренеров: Николай Бобрус и Николай Хильман, в ноябре 2019 года Николай Анатольевич Бобрус награждён благодарностью президента за многолетнюю плодотворную работу в сфере физической культуры и спорта в 2019 году.
Функционирует футбольный клуб «Шахтёр».

## Образование
Действуют 2 средние школы и гимназия (бывшая школа № 3), музыкальная школа, школа-интернат, Дом школьников, 3 библиотеки, 4 народных и образцовых коллектива самодеятельного искусства.

## Культура
- Дом культуры
- Петриковский историко-краеведческий музей[27]

## События и мероприятия

### События
- 2 сентября 2023 года Петриков отметил 500-летие[5][6]

### Мероприятия
- В 2021 году прошёл областной фестиваль «Дажынкi»
- «Петриковщина литературная» — литературный фестиваль

## Достопримечательность

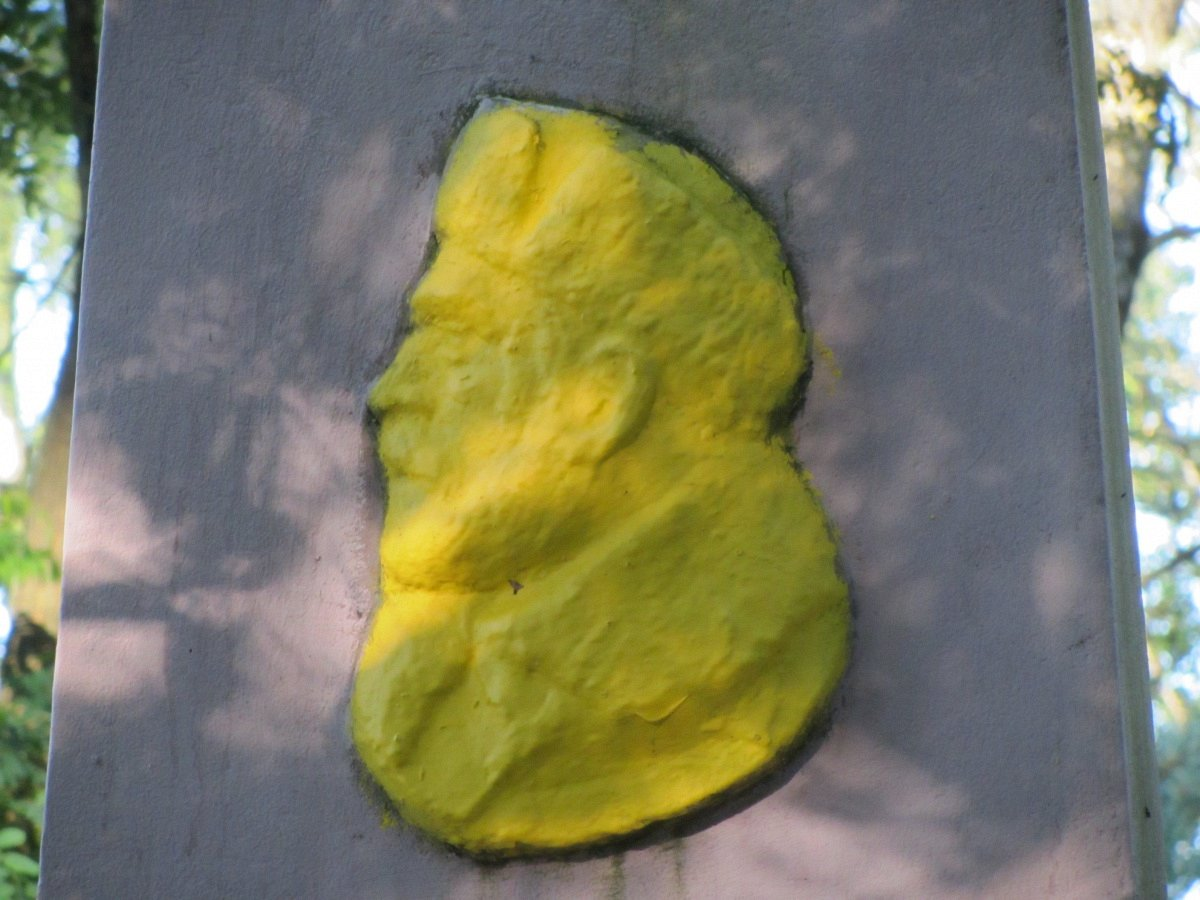
Рельеф на памятнике на могиле Талаша

В городе есть братская могила воинов, партизан и подпольщиков. Здесь похоронен народный герой, партизан двух войн Василий Талаш (Дед Талаш), ему поставлен памятник (скульптор Заир Азгур). На петриковской земле помнят сына украинского народа младшего лейтенанта Героя Советского Союза Николая Чалого.
В городе сохранились две церкви XIX века:
- Церковь Святителя Николая (улица Липунова, 2) — год постройки — до 1682 года. Основана Ходкевичами. В XVII-XVIII веках к приходу относились Селютичи, Грабов, Аголичи, Конковичи, Ацирки. В 1746 году была закрыта, верующих распределили между петриковским костёлом и униатской церковью в Грабовичах. Отстроена в 1839 году, на месте сгоревшей в 1772 году деревянной церкви, на средства прихожан и купцов Кебеца, Моргуна, Короля, Корульского. Закрыта в 1929 году.

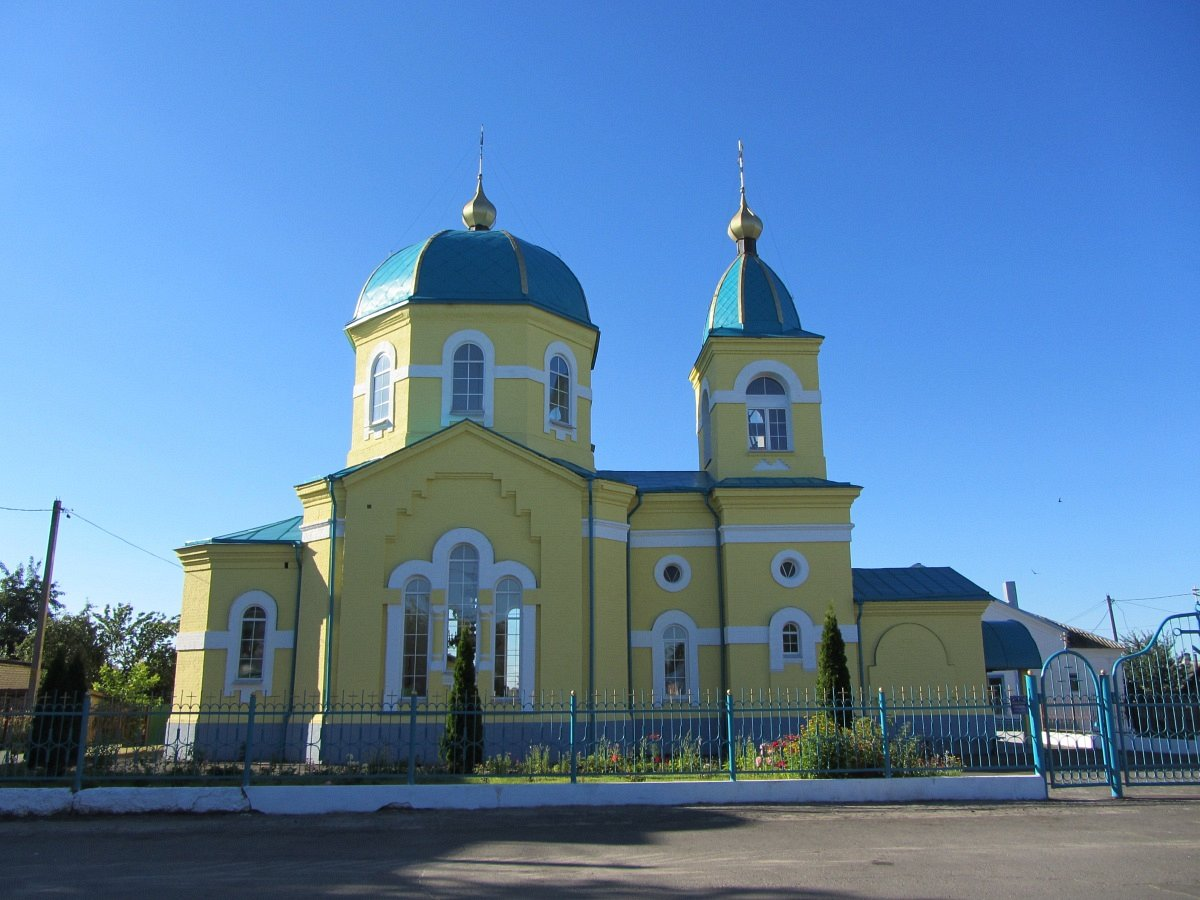
Вознесенская церковь

- Вознесенская церковьЦерковь Вознесения Господня (Коммунальная улица) — год постройки — 1890 г.

### Памятник, скульптура
- Памятник В. И. Ленину
- Памятник Н. П. Чалому
- Мемориал «Павшим за Советскую Родину» (1941—1945)
- Мемориальная доска партизанам-медикам. Установлена на здании Петриковской центральной районной больницы в память о враче 130-й партизанской бригады А. А. Римше и медсестре, участнице Петриковской подпольной группы Л. М. Чернобылец[28].
- Памятник. 30 июня 1944 года был освобожден от захватчиков воинами 55-й Мозырской Краснознамённой стрелковой дивизии 61-й армии Первого Белорусского фронта и моряками 20-й бригады речных кораблей Днепровской военной флотилии. В боях за освобождение города погибло более 3 тысяч бойцов, партизан, командиров.
- Памятный крест военным морякам и морским лётчикам Припятской, Пинской и Днепровской флотилий.
- Мемориал в честь воинов-освободителей Петрикова, расположен на левом берегу Припяти, в окружении живописного парка. Город был освобожден 61-й армией 1-го Белорусского фронта в ходе наступательной операции 1944 года. При этом важную роль сыграл десант Днепровской военной флотилии, высадившийся в тылу противника. Как напоминание о тех событиях в 1972 году был установлен памятник. Это гранитная стела, которую венчает скульптура моряка-десантника.

### Утерянное наследие
- Церковь Покрова Пресвятой Богородицы (деревянная) — конец XVII — начало XVIII века — построена в деревне Сотничи как староверская, с 1746 года — униатская, в 1836 году перенесена в Петриков. Состояла приписной кладбищенской к Воскресенской церкви.
- Церковь Воскресения Господня, кафедральный собор Петриковского прихода, год постройки — до 1682, основана Ходкевичами. В конце XVII века в приход входили деревни Куритичи, Белановичи, Михедовичи, Новоселки, Белка. В 1846 году построена новая, на месте сгоревшей деревянной трёхпрестольной деревянной во имя Воскресения Христова. Взорвана в 1957 году. Сохранилась каплица от неё, расположенная на площади напротив здания райисполкома; в Свято-Николаевской церкви слева у стены находится фрагмент иконостаса храма.
- Костёл Непорочного зачатия Пресвятой Девы Марии (Ильинский?), при нём католическая часовня на кладбище (1833—1902). Основан в 1628 году Христофом (Криштофом) Ходкевичем с женой Софией Друцкой-Горской, открыта плебания, приход костёла наделили фундушем фольварком Новосёлки с грунтом Яховщина. Закрыт в 1833 году, повторно закрыт в 1863-м, открыт в 1902-м. Сгорел в 1917/18 годах.

## Галерея

Здание районной администрации на площади
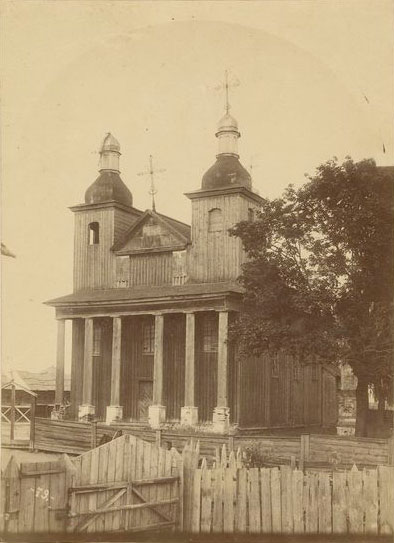
1893 г.
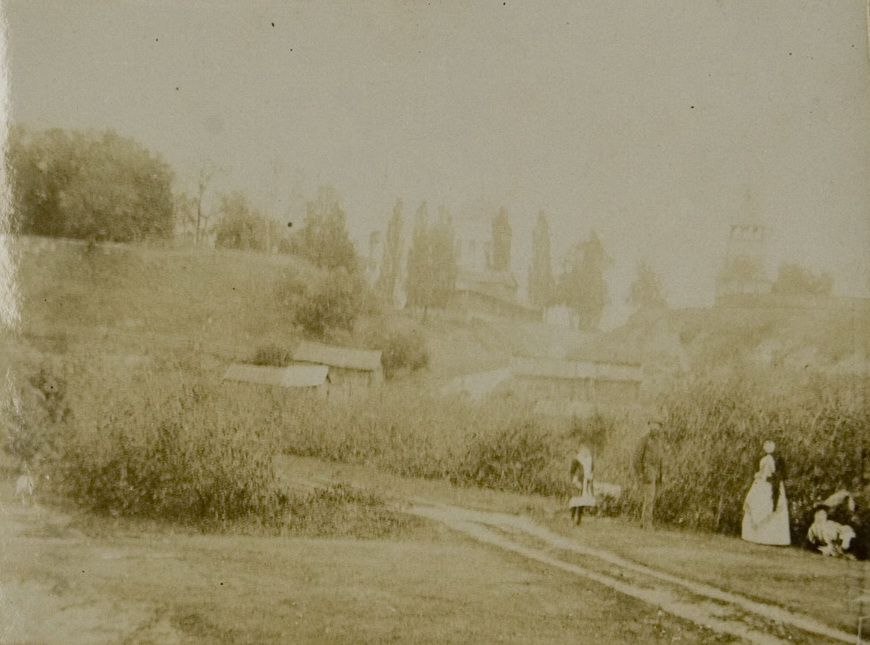
1890-е гг.
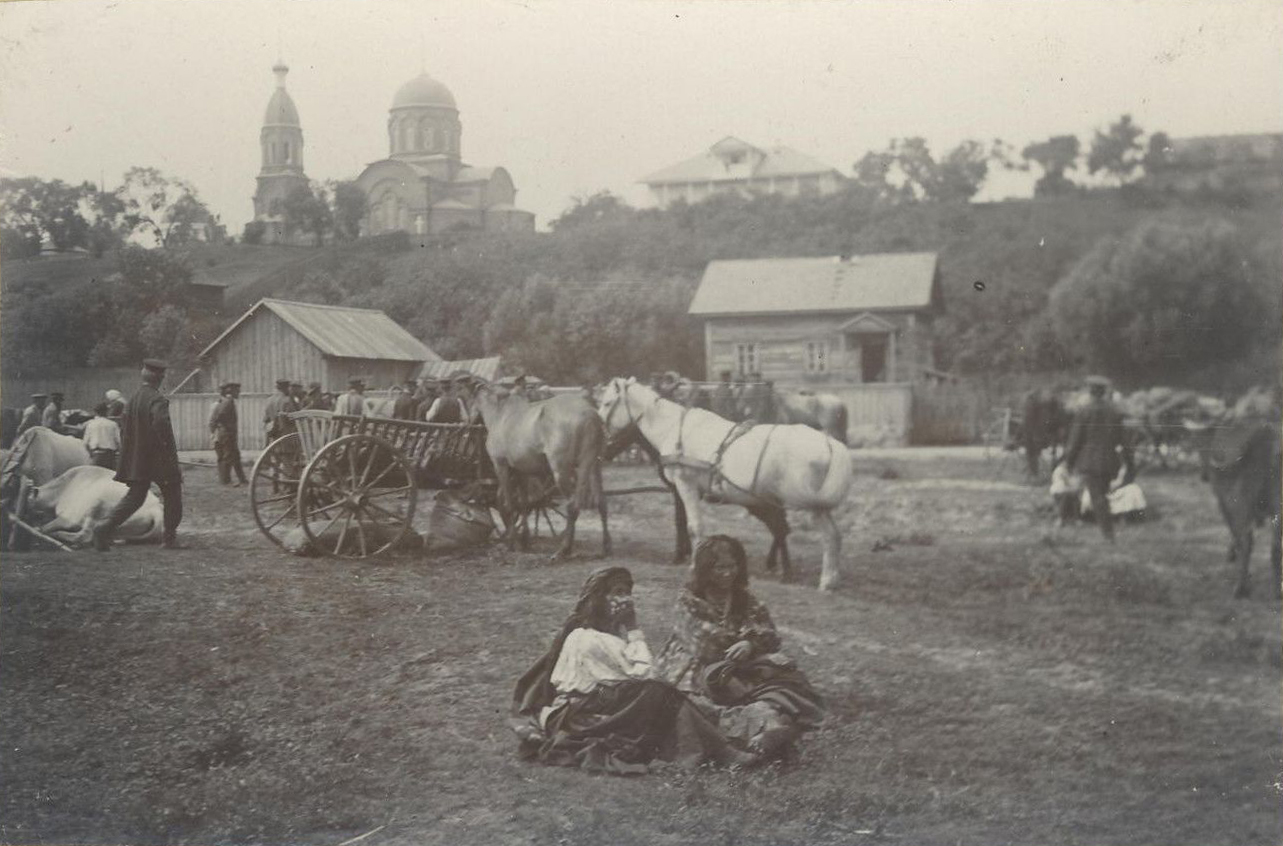
1912 г.
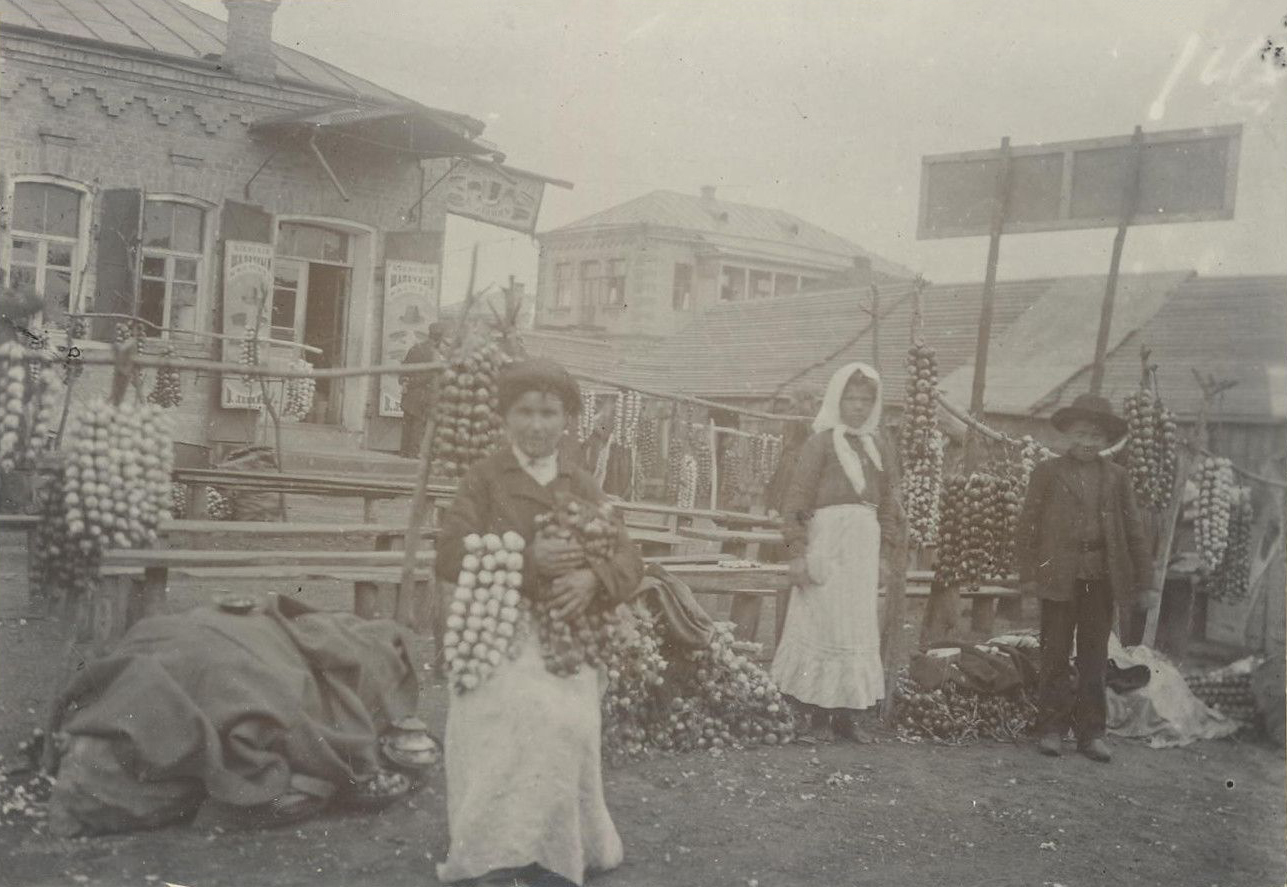
1912 г.
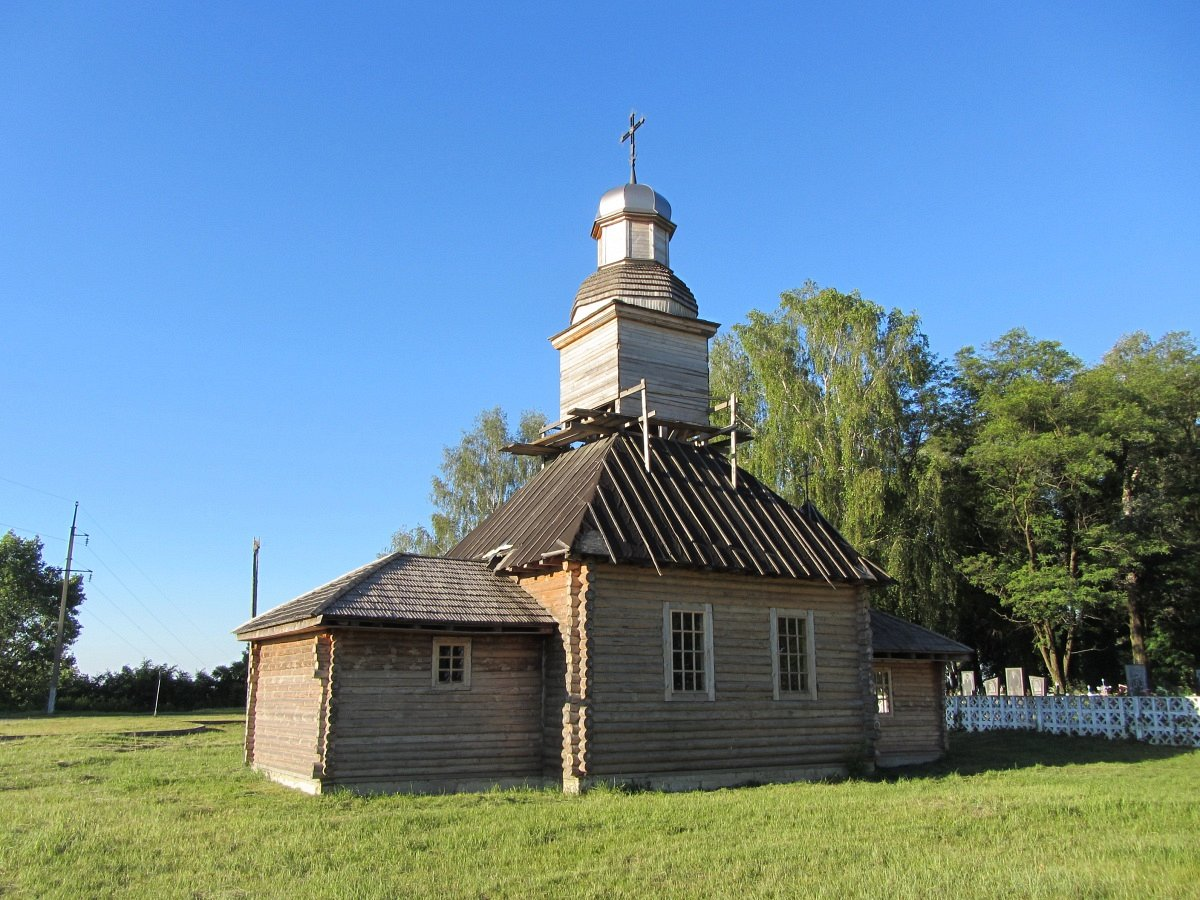
Покровская церковь (конец XVII — начало XVIII века)
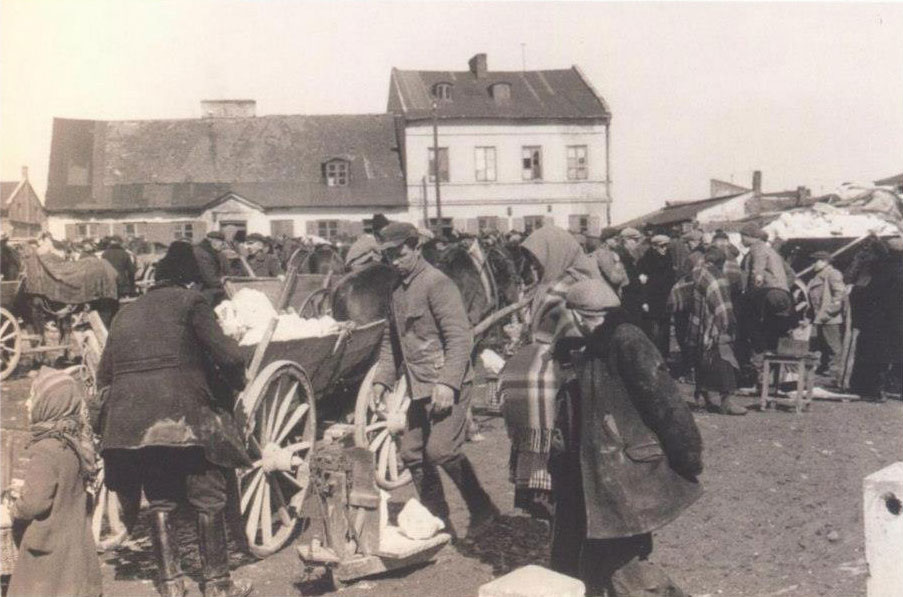
1918 г.
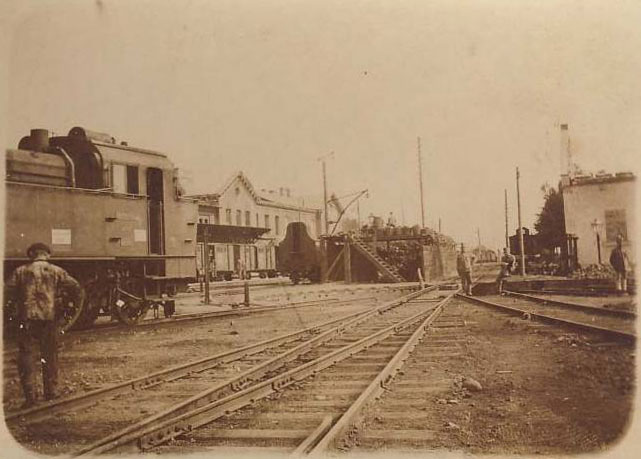
1918 г.
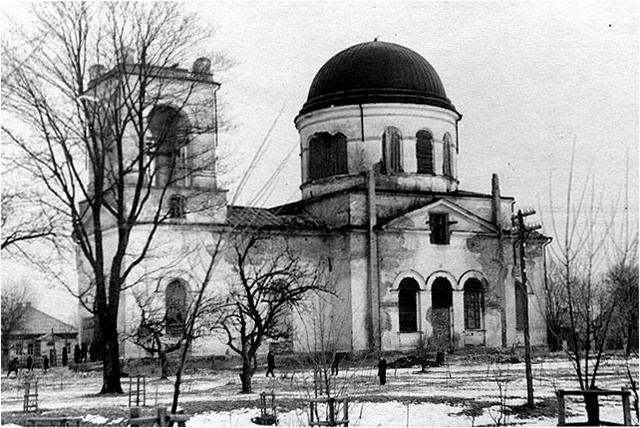
1941 г.
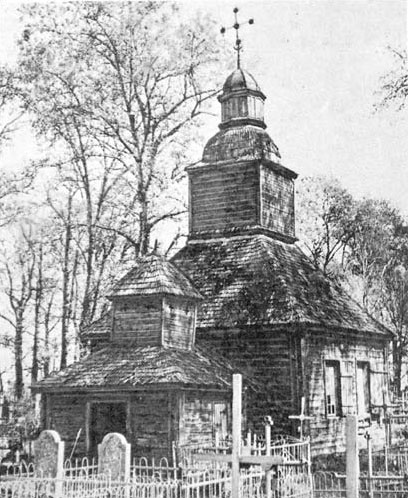
1941 г.

## СМИ
Издаётся газета «Петрыкаўскія навіны».